# Nedre Rackstad och Holm
Nedre Rackstad och Holm var en småort i Arvika kommun, bestående av de två byarna Nedre Rackstad och Holm i Arvika socken belägna väster om Arvika flygplats och 2–3 kilometer nordost om Arvika och två kilometer sydväst om Rackstad. Bebyggelsen uppgick 2015 i tätorten Arvika.